# Rio Tujsa Jahuira
Rio Tujsa Jahuira är ett vattendrag i Bolivia.   Det ligger i departementet La Paz, i den västra delen av landet, 500 km nordväst om huvudstaden Sucre.
Omgivningen kring Rio Tujsa Jahuira består i huvudsak av gräsmarker. Området är mycket glesbefolkat, med 4 invånare per kvadratkilometer.